# Jim Hines
James »Jim« Ray Hines , ameriški atlet, * 10. september 1946, Dumas, Arkansas, ZDA, † 3. junij 2023.
Hines je nastopil na  Poletnih olimpijskih igrah 1968 v Ciudad de Méxicu, kjer je osvojil naslova olimpijskega prvaka v teku na 100 m in štafeti 4x100 m. Večkrat je bil med sorekorderji v teku na 100 m. 20. junija 1968 je kot prvi tekel pod mejo desetih sekund, 9,9 s, toda elektronsko zabeležen čas, ki tedaj še ni veljal za uradno meritev, je pokazal 10,03 s. 13. oktobra 1968 je na olimpijski tekmi zmagal uradno s časom 9,9 s, elektronsko merjenje pa je pokazalo 9,95 s.